# X.com (Bank)
X.com war ein Online-Finanzdienstleistungsunternehmen, welches im März 1999 von Elon Musk, Harris Fricker, Christopher Payne und Ed Ho gegründet wurde. Im März 2000 fusionierte X.com mit dem Konkurrenten Confinity Inc., einem Softwareunternehmen mit Sitz im Silicon Valley. Musk war von Confinity wegen des einfachen Zahlungssystems angetan. Das fusionierte Unternehmen änderte später seinen Namen in PayPal. eBay kaufte PayPal im Jahr 2002 für 1,5 Milliarden US-Dollar. Im Juli 2015 wurde PayPal ausgegliedert und zu einem unabhängigen Unternehmen.
X.com war eine der ersten Onlinebanken der Welt, und die Einlagen waren durch die FDIC versichert. Das Unternehmen wurde ursprünglich von Elon Musk und Greg Kouri finanziert, welcher auch Musks spätere Unternehmungen finanzierte: Tesla und SpaceX.

## Geschichte
Im März 1999 wurde X.com von Elon Musk, Harris Fricker, Christopher Payne und Ed Ho gegründet.
X.com wurde offiziell im Dezember 1999 mit dem ehemaligen Intuit-CEO Bill Harris als erstem Geschäftsführer ins Leben gerufen, während Musk als Chairman fungierte. Bald darauf kam es zu einem Machtkampf zwischen Musk und Fricker, der dazu führte, dass Fricker einen Putschversuch bei X.com unternahm, um CEO des Unternehmens zu werden. Zu Streitigkeiten kam es insbesondere um die strategische Ausrichtung des Unternehmens, da Musk X.com zu einem vollständigen Finanzdienstleister im damals noch jungen Konsumenteninternet ausbauen wollte.
Im März 2000 fusionierte X.com mit Confinity, seinem größten Konkurrenten, wobei das neue Unternehmen den Namen X.com beibehielt. Musk war der größte Aktionär und wurde zum CEO ernannt. Das 1998 gestartete Produkt PayPal von Confinity ermöglichte es Nutzern von PalmPilots, einander über deren Infrarotschnittstellen Geld zu senden. Später entwickelte sich PayPal weiter und ermöglichte es Nutzern, Geld per E-Mail und über das Internet zu senden.
Im September 2000, als Musk für seine Flitterwochen in Australien war, stimmte der Vorstand von X.com hinter Musks Rücken für einen Wechsel des CEO von Musk zu Peter Thiel, dem Mitbegründer von Confinity.
Im Juni 2001 wurde X.com in PayPal umbenannt. Am 3. Oktober 2002 kaufte eBay PayPal für 1,5 Milliarden US-Dollar.
Am 5. Juli 2017 kaufte Musk den Domainnamen X.com von PayPal zurück. Später erklärte er, er habe die Domain gekauft, weil sie „einen großen sentimentalen Wert“ habe.
Seit dem 23. Juli 2023 leitet X.com auf twitter.com über. Davor schon wurde das Unternehmen Twitter Inc. im Rahmen eines Rebranding in X Corp. umbenannt.